# 山名豊就
山名 豊就（やまな とよなり）は、江戸時代中期の交代寄合。

## 経歴
山名氏一族の山名光豊の三男（山名豊国の子孫）（豊国ー四男豊義ー六男豊守ー四男光豊）。山名隆豊の養子となった。宝永元年（1704年）、養父の隠居により家督を相続した。大番頭を勤めた後、元文4年（1739年）3月15日、寺社奉行に就任し、没するまでその任を勤めた。同年10月、領内で小代一揆（元文一揆）が起ったが、百姓の多くの要求を聞き入れたため解決した。延享4年（1747年）に62歳で死去し、嫡男の山名豊暄が家督を継いだ。

## 系譜
- 父：山名光豊（1664-1729）
- 母：岩波道秀の娘
- 養父：山名隆豊（1669-1718）
- 正室：屋代忠位の娘
- 生母不明の子女
  - 男子：山名豊寛 - 早世
  - 男子：山名豊暄（1714-1769）
  - 男子：山名豊知
  - 男子：山名豊陽
  - 男子：喜蔵
  - 男子：佐助
  - 男子：山名季豊 - 高林昌盈。高林昌雄の養子
  - 女子：山名義安室
  - 女子
  - 女子

娘は3人いた。娘の一人は高家旗本の六角広雄と婚約したが、入嫁前に広雄が死去したことにより縁談は消え、一門（分家）旗本の山名義安の室となった。末子の季豊は、旗本・高林昌雄の養子となり、高林昌盈と改名し、のちに家督を相続した。